# Axylia gabriellae
Axylia gabriellae är en fjärilsart som beskrevs av François Louis Nompar de Caumont de Laporte 1975. Axylia gabriellae ingår i släktet Axylia och familjen nattflyn. Inga underarter finns listade i Catalogue of Life.